# Aleksandr Lebedev
Aleksandr Evgen'evič Lebedev (in russo Александр Евгеньевич Лебедев?; Mosca, 16 dicembre 1959) è un imprenditore, politico e funzionario russo, indicato come uno degli oligarchi russi. Ex esponente del KGB, è proprietario di parte del quotidiano russo Novaja Gazeta e proprietario, con il figlio Evgeny Lebedev, di due giornali britannici: l'Evening Standard e The Independent.

## Biografia
Aleksandr Lebedev nasce a Mosca. I suoi genitori facevano parte dell'intellighenzia di Mosca. Il padre, Evgenij Nikolaevič Lebedev, era un atleta membro della squadra nazionale sovietica di pallanuoto, e più tardi professore alla Baumanka, la più alta scuola tecnica di Mosca. Dopo la laurea nell'Istituto Pedagogico di Mosca, la madre di Aleksandr, Marija Sergeevna, ha lavorato in una scuola rurale di Sachalin e poi insegnato inglese in una scuola terziaria di Mosca.
Nel 1977 Aleksandr Lebedev entra nel Dipartimento di Economia presso l'istituto dell'Università Statale di Mosca per le Relazioni Internazionali. Dopo la laurea nel 1982, inizia a lavorare presso l'Istituto di Economia del sistema socialista mondiale facendo ricerche per il suo Kandidat (tra il master e dottorato), Dolgovye problemy i vyzovy globalizacii ("I problemi del debito e le sfide della globalizzazione").
Tuttavia ben presto viene trasferito alla prima direzione principale (servizi segreti esteri) del KGB. Secondo il Sunday Times, come spia del KGB era di base presso l'ambasciata sovietica a Londra dal 1988. Ha lavorato lì e per il successore del KGB, il Servizio di intelligence internazionale, fino al 1992.

### Attività finanziaria

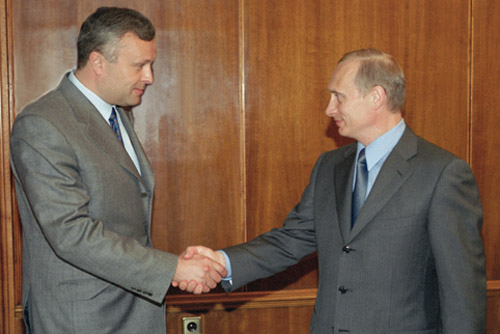
Lebedev con il Presidente della Russia Vladimir Putin il 7 maggio 2002

Dopo aver lasciato l'intelligence russa, Lebedev fonda la sua prima società, la Russian Investment-Finance Company. Nel 1995 questa società compra la Nacional'nyj rezervyj bank, una piccola banca russa, in difficoltà finanziaria. La banca poi cresce rapidamente fino a diventare una delle più grandi banche della Russia. Questa banca e l'Alfa-Bank sono state le uniche due delle dieci più grandi banche russe a sopravvivere alla crisi finanziaria russa del 1998.
Altre attività sono:
- 11% di Aeroflot, compagnia di bandiera russa
- 44% del Ilyushin Finance Co, che possiede una quota significativa del settore aeronautico russo
- Quote significative di Sberbank, Gazprom, RAO UES

Nel maggio 2008 è inserito nell'elenco del magazine Forbes come uno dei russi più ricchi e inserito al 358° persone più ricche nel mondo con una fortuna stimata in $3,1 miliardi. Possiede 1/3 delle linee aeree Aeroflot ed è proprietario di parte del giornale russo Novaja Gazeta. È proprietario di tre quotidiani nel Regno Unito con il figlio Evgenij Lebedev: il londinese Evening Standard, The Independent e l'Independent on Sunday. Nel 2012 il suo patrimonio è, secondo Forbes, sceso a 1,1 miliardi di dollari. Nel 2018 non risulta più miliardario in dollari.
Nel 2019 ha pubblicato un libro intitolato Ochota na bankira ("Caccia al banchiere"). Lebedev è stato comunque descritto dal New York Times come un "oligarca" nel 2020, quando suo figlio Evgenij è stato nominato da Boris Johnson alla Camera dei Lord britannica  : il primo russo a sedere tra i Lord.

### Attività politica
Nel 2003 Lebedev si candida alle elezioni per il sindaco di Mosca e la Duma di stato. Riceve il 13% nelle elezioni per il sindaco, perdendo con Jurij Lužkov, ma vince un seggio nella Duma di stato nella lista del partito Rodina (era in realtà il numero uno nella lista regionale del partito di Mosca).  Rimane nella Duma fino al 2007, quando si tengono nuove elezioni. Nella Duma inizialmente si trasferisce dalla nazionalista Rodina alla frazione filo-governativa della Russia Unita, ma vi fa ritorno dopo la fusione di Rodina nella più ampia coalizione socialdemocratica della Russia.
Lebedev, fondatore e presidente del National Investment Council, un'organizzazione non politica e non governativa che lavora per migliorare la voglia di investire in Russia, proteggere gli interessi delle attività russe all'estero e combattere i sentimenti negativi nei confronti degli affari russi, diventa, insieme all'ex presidente dell'Unione Sovietica Michail Gorbačëv, il proprietario del 49% di Novaja Gazeta, uno dei giornali più critici dell'attuale governo russo.
Dopo l'assassinio di un'importante giornalista di Novaja Gazeta, Anna Politkovskaja, Lebedev elogia per iscritto il talento della Politkovskaja e promette 25 milioni di rubli russi (circa 1 milione di dollari statunitensi) per le informazioni necessarie per portare all'arresto degli assassini.
Nel settembre 2008 Michail Gorbačëv annuncia che avrebbe fatto ritorno alla politica russa insieme a Lebedev. Il loro partito è chiamato Partito Democratico Indipendente della Russia.
Nel marzo 2009 Lebedev si candida a sindaco di Soči, la città ospite delle Olimpiadi invernali 2014,, ma una sentenza del tribunale dichiara la sua candidatura non valida il 13 aprile 2009.  La sentenza della Corte è il risultato di una denuncia di un altro candidato, Vladimir Turuchanovskij, che sostiene come la campagna di Lebedev abbia ricevuto tre donazioni da minori, cosa vietata dalla legge elettorale russa.  Secondo il capo della campagna elettorale di Lebedev, Artem Artemov, si è trattata di una montatura: i tre ragazzi sono stati condotti a Sberbank da un membro del consiglio di Soči, con 500 rubli ciascuno (circa 20 dollari), dicendo di voler donare i soldi per la campagna di Lebedev. I suoi attivisti hanno restituito il denaro lo stesso giorno, ma la cosa non ha impedito di squalificare la sua candidatura. Lebedev ha dichiarato di appellarsi alla decisione della Corte.

## Vita privata
Lebedev si sposa la prima volta con Natal'ja Vladimirovna Sokolova, ingegnere e ricercatrice, figlia dello scienziato Vladimir Sokolov. Dal matrimonio nasce un figlio, Evgeny Lebedev. I due si separano nel 1998. Il figlio affianca il padre negli affari di famiglia e, quale cittadino britannico e filantropo, è stato insignito del titolo di "Barone di Hampton e Siberia".
Nel 2005 sposa la sua seconda moglie, la ex modella Elena Perminova, con la quale ha quattro figli: Egon, Nikita, Ariša e Aleksandr.